# Equitius montanus
Equitius montanus is een hooiwagen uit de familie Triaenonychidae.